# Calion
Calion es una ciudad en el Condado de Union, Arkansas, Estados Unidos. Para el censo de 2000 la población era de 516 habitantes.

## Geografía
Calion se localiza a 33°19′34″N 92°32′19″O / 33.32611, -92.53861. Según la Oficina del Censo de los Estados Unidos, la ciudad tiene un área de 3,4 km², de los cuales 2,7 km² corresponde a tierra y 0,7 km² a agua (20,77%).

## Demografía
Para el censo de 2000, había 516 personas, 219 hogares y 146 familias en la ciudad. La densidad de población era 151,8 hab/km². Había 274 viviendas para una densidad promedio de 102,7 por kilómetro cuadrado. De la población 65,70% eran blancos, 33,33% afroamericanos, 0,58% amerindios y 0,39% de dos o más razas. 1,55% de la población eran hispanos o latinos de cualquier raza.
Se contaron 219 hogares, de los cuales 26,5% tenían niños menores de 18 años, 44,7% eran parejas casadas viviendo juntos, 17,4% tenían una mujer como cabeza del hogar sin marido presente y 33,3% eran hogares no familiares. 29,7% de los hogares eran un solo miembro y 14,2% tenían alguien mayor de 65 años viviendo solo. La cantidad de miembros promedio por hogar era de 2,36 y el tamaño promedio de familia era de 2,89.
En la ciudad la población está distribuida en 24,6% menores de 18 años, 7,2% entre 18 y 24, 24,6% entre 25 y 44, 26,0% entre 45 y 64 y 17,6% tenían 65 o más años. La edad media fue 40 años. Por cada 100 mujeres había 89,7 varones. Por cada 100 mujeres mayores de 18 años había 80,1 varones.
El ingreso medio para un hogar en la ciudad fue de $25.268 y el ingreso medio para una familia $26.042. Los hombres tuvieron un ingreso promedio de $28.750 contra $20.000 de las mujeres. El ingreso per cápita de la ciudad fue de $13.860. Cerca de 25,5% de las familias y 25,6% de la población estaban por debajo de la línea de pobreza, 33,9% de los cuales eran menores de 18 años y 17,2% mayores de 65.